# Knipex
Die Knipex-Werk C. Gustav Putsch KG, kurz Knipex, ist ein Hersteller von Zangen für Anwender in Handwerk und Industrie. Der Firmensitz des Familienunternehmens befindet sich in Cronenberg, einem Stadtteil von Wuppertal. 60.000 Zangen werden hier täglich produziert, die in über 100 Länder weltweit verkauft werden. Der Exportanteil am Umsatz beträgt 60 Prozent. Eine weitere Betriebsstätte, die insbesondere Lager und Versand umfasst, befindet sich in Wuppertal-Ronsdorf. 

## Geschichte
Das Unternehmen wurde 1882 von Carl Gustav Putsch als Zangenschmiede gegründet und firmierte bis in die 1960er Jahre als „C. Gustav Putsch Zangenfabrik-Gesenkschmiede“. Zunächst wurde mit einem Gesellen und Auszubildenden im Keller seines Wohnhauses produziert. Vor allem wurden Kneif- und Hufbeschlagzangen hergestellt, zunächst in Handarbeit, später mit Hilfe von Gesenkschmiedehämmern und Maschinen. Im Jahr 1927 übernahm Carl Putsch die Unternehmensführung von seinem Vater. Zu dieser Zeit hatte das Unternehmen bereits 27 Mitarbeiter und fertigte ca. 7000 Zangen in der Woche. 1942 ließ Carl Putsch die Marke „Knipex“ eintragen. Seit den 1950er Jahren wurde das Programm nach und nach um weitere Zangentypen ergänzt. Karl Putsch, der Enkel von Carl Gustav Putsch, übernahm die Leitung 1954. Unter ihm entwickelte sich die Zangenschmiede, zum europäischen Marktführer für diese Produktkategorie. Die Fertigung wurde zunehmend automatisiert. 1984 entwickelte Knipex die Wasserpumpenzange „Cobra“, die durch ihre Einhand-Schnellverstellung den Markt revolutionierte. Ralf Putsch tritt 1987 als vierte Generation in die Unternehmensführung ein. Ein Jahr nach der deutschen Wiedervereinigung übernahm das Cronenberger Unternehmen die Rennsteig Werkzeuge GmbH (vormals unter anderen „VEB Handwerkzeuge Steinbach-Hallenberg“) aus der Verwaltung der Treuhandanstalt. Ab den 1990er Jahren wurde das Netz an Vertriebsniederlassungen im Ausland vergrößert. So entstanden Tochtergesellschaften in den USA, China, Dubai, Japan, Mexiko, Brasilien, Indien und UK. 2003 wurde der Zangenhersteller Orbis aus Ahaus und 2006 das Unternehmen Will aus Neustadt (Hessen) Teil der Knipex-Gruppe. Heute sind beide Unternehmen unter dem Namen „OrbisWill“ am Standort Ahaus zusammengefasst. 2017 wurde eine Mehrheitsbeteiligung am Softwareunternehmen LMIS aus Osnabrück übernommen. Im Jahr 2022 feierte Knipex sein 140-jähriges Jubiläum. 2024 erwarb Knipex den Zerspanungsspezialisten und Sonderwerkzeughersteller SIB Tooling in Hilden.

## Knipex-Museum
Das Unternehmen beherbergt ein Museum, in dem auf zwei Stockwerken anhand von Maschinen, Werkzeugen, Arbeitsplätzen und Alltagsgegenständen die Arbeits- und Lebensumstände in der bergischen Werkzeugindustrie in der Vergangenheit dargestellt werden. Das Museum ist für die Allgemeinheit einmal jährlich im Rahmen der Veranstaltung Wuppertal-24h-live geöffnet, darüber hinaus für Besuchergruppen nach Anmeldung.

## Unternehmensgruppe
Knipex ist das Stammunternehmen der Knipex-Unternehmensgruppe mit drei deutschen Produktionsgesellschaften sowie mehreren Vertriebsgesellschaften im Ausland.
Zur Knipex-Gruppe gehören als weitere Produktionsunternehmen:
- Rennsteig Werkzeuge in Viernau (Thüringen), Hersteller von Zangen für die Elektro- und Sanitärinstallation sowie von Schlagwerkzeugen
- Orbis Will GmbH + Co. KG[4] in Ahaus (Münsterland), Hersteller von Zangen, Bolzenschneidern und Kunststoffteilen

sowie mehrheitlich die LMIS AG, ein IT-Unternehmen und Softwareentwickler in Osnabrück.

## Auszeichnungen

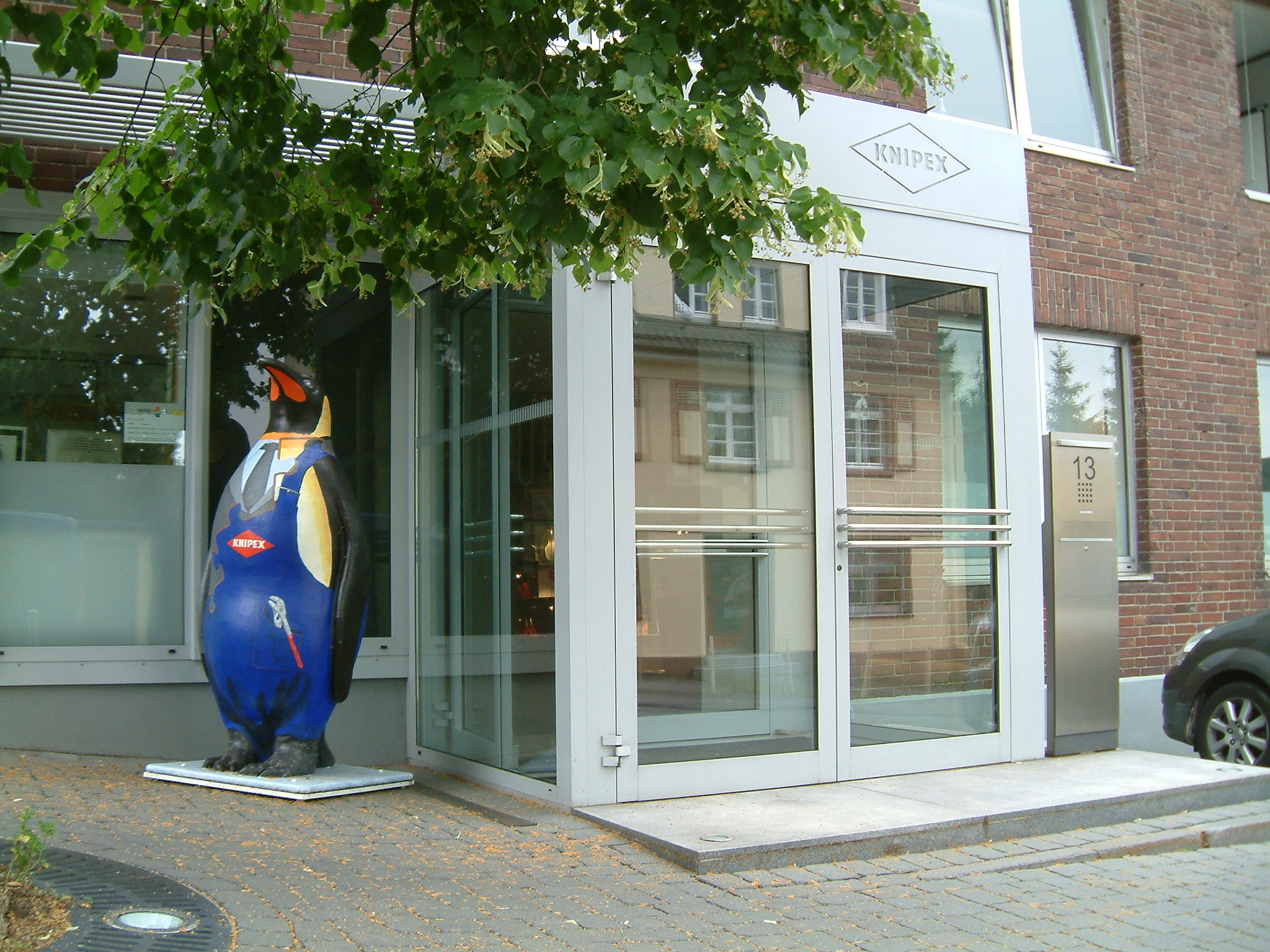
Der Knipex-Haupteingang mit „Zanguin“, dem Beitrag des Unternehmens zur Pinguinale

Knipex wurde 2005 und 2024 (neue Kriterien) mit dem Wuppertaler Wirtschaftspreis als „Unternehmen des Jahres“, 2018 mit dem „Deutschen Nachhaltigkeitspreis“ in der Kategorie „Mittelgroßes Unternehmen“ ausgezeichnet. 2024 wurde Knipex mit dem „Deutschen Nachhaltigkeitspreis“ als Sieger in der Kategorie „Metall- und Mineralienverarbeitung“ ausgezeichnet.